# 吉塞尼省
吉塞尼省（英語：Gisenyi Province）在2006年之前是盧安達12個省份之一，現在則是盧安達西部省的一部分。
吉塞尼省是已故前盧安達總統朱韋納爾·哈比亞利馬納的故鄉，因此在他統治期間，該省有許多人擔任盧安達政府幾乎所有軍隊和安全部門的領導人，以及出任其他的重要政府職位。 